# Sergei Lebedev

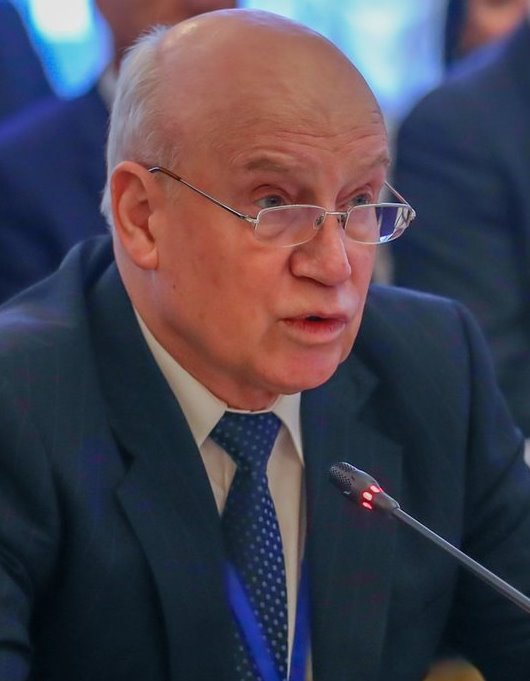
Lebedev em 2018.

Sergei Nikolaevich Lebedev (9 de Abril de 1948) é um político russo, diretor do Serviço de Inteligência Estrangeiro, de 2000 a 2007; e Secretário-executivo da Comunidade dos Estados Independentes (CEI) desde 2007. Também é um General de Exército (general armii), segunda mais alta patente do Exército Russo.